# Producció de cafè al Salvador

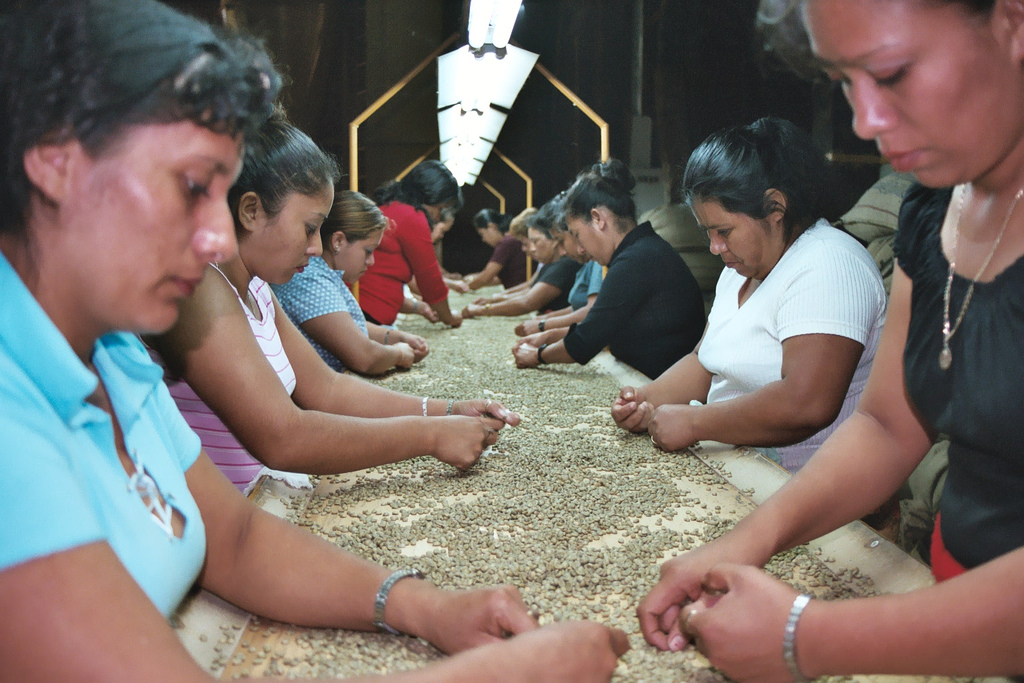
Dones elaborant el cafè verd a Ahuachapan

La producció de cafè al Salvador ha impulsat l'economia salvadorenca i ha modelat la seva història des de fa més d'un segle. Dins el ràpid creixement que es produí durant el segle xix, la producció de cafè ha representat tradicionalment més del 50% dels ingressos en l'exportació del país, assolint un pic el 1980 amb uns ingressos de més de 615 milions de dòlars. Amb l'agitació política i econòmica que resultà a conseqüència de la guerra civil de la dècada del 1980, la indústria del cafè ha tingut problemes per recuperar-se per complet, i el 1985 només va obtenir al voltant de 403 milions de dòlars. Els rendiments de cafè verd, una especialitat d'El Salvador va disminuir en termes absoluts de les 175.000 tones del 1979, a les 141.000 tones del 1986, una caiguda del 19 per cent atribuïda directament als nivells de disminució de la inversió provocada per la guerra. Des del 2000, la indústria ha estat molt afectada per la creixent competència d'altres països en el mercat mundial, i la baixada en els preus del gra de cafè han fet que els beneficis es desplomessin. A partir de 2002 el comerç del cafè només representa el 3,5% del PIB d'El Salvador i més del 90% del cafè del país es cultiva en plantacions de cafè d'ombra; al voltant del 80% dels boscos d'El Salvador estan associats amb plantacions de cafè d'ombra.